# Nimba verrucosa
Nimba verrucosa är en mossdjursart som beskrevs av Gordon 1989. Nimba verrucosa ingår i släktet Nimba och familjen Lacernidae. Inga underarter finns listade i Catalogue of Life.